# Blask kobiecości
Blask kobiecości (fr. Clair de femme) – francusko-włosko-niemiecki dramat filmowy z 1979 roku w reżyserii Costy-Gavrasa. Scenariusz oparty został na  podstawie powieści o tym samym tytule z 1977 roku autorstwa Romaina Gary’ego. Zdjęcia kręcono w Paryżu i okolicach.

## Główne role
- Yves Montand − Michel Follin
- Romy Schneider − Lydia Tovalski
- Romolo Valli − Galba
- Lila Kedrova − Sonia Tovalski
- Heinz Bennent − Georges
- Roberto Benigni − Barman w Clapsy's
- Dieter Schidor − Sven Svensson
- Catherine Allégret − Prostytutka